# هرلتون (كامبريدجشير)
هرلتون (بالإنجليزية: Harlton)‏ هي قرية و أبرشية مدنية تقع في المملكة المتحدة في إنجلترا. يقدر عدد سكانها بـ 303 نسمة .